# DAF・LF
LFは、イギリスの商用車製造メーカー、レイランド・トラックによって2001年から製造、オランダの商用車販売メーカー、DAFトラックスによって2001年から販売される中型トラックである。
4×2のみの設定で、単車の他セミトラクタも設定される。

## 概要
2001年に45/55の後継車種として生産・販売開始。そのルーツはかつてフォード・カーゴの競合車種として開発されたレイランド・スーパーGにまで遡る。
GVW6 - 12トンのLF45とGVW13 - 18トンのLF55が設定され、それぞれホイールベース、最大積載量、エンジンの設定が異なる。また、ショートキャブとロングキャブも設定される。LF45は135 - 167馬力の3.92L パッカー製エンジン、185 - 220馬力の5.88Lエンジンを設定する。LF55は167馬力の3.92L PACCARエンジン、185 - 250馬力の5.88Lエンジンを搭載する。
2002年インターナショナル・トラック・オブ・ザ・イヤーを受賞。
2006年に一部改良。GVW6.2 - 19トン車、3軸車が追加された。ディーゼル内燃エンジンでユーロ3/ユーロ4適合のパッカー製FR/GRエンジンを搭載し、尿素SCRシステム付コモンレール式燃料噴射システムも搭載する。トランスミッションは6速。
2013年にXFと共に一部改良。エクステリアデザインが変更され、ユーロ6適合のエンジンを搭載する。

## LFハイブリッド
2010年9月、DAFはドイツ・ハノーファーの『フランクフルトモーターショー2010』でLFのハイブリッド版を発表した。LFハイブリッドは、118 kwのディーゼルエンジンと44 kWのブラシレスエレクトロモーターを組み合わせている。電気モーターは永久磁石を備えており、クラッチとATの間に一列に配置されている。電気モーターには、それぞれ3.4 V、合計100 kgの96個のリチウムイオンバッテリーが搭載されている。バッテリーパックにより、トラックはディーゼルモーター無しで約2 km走行し、ブレーキからのエネルギーを回生エネルギーとして蓄えることができる。

## 競合車種
- ヒュンダイ・メガトラック
- タタ・ノブス、タタ・プリマ
- ボルボ・FL
- スカニア・Rシリーズ
- メルセデス・ベンツ・アテゴ
- MAN・TGM
- イヴェコ・ユーロカーゴ

## ギャラリー

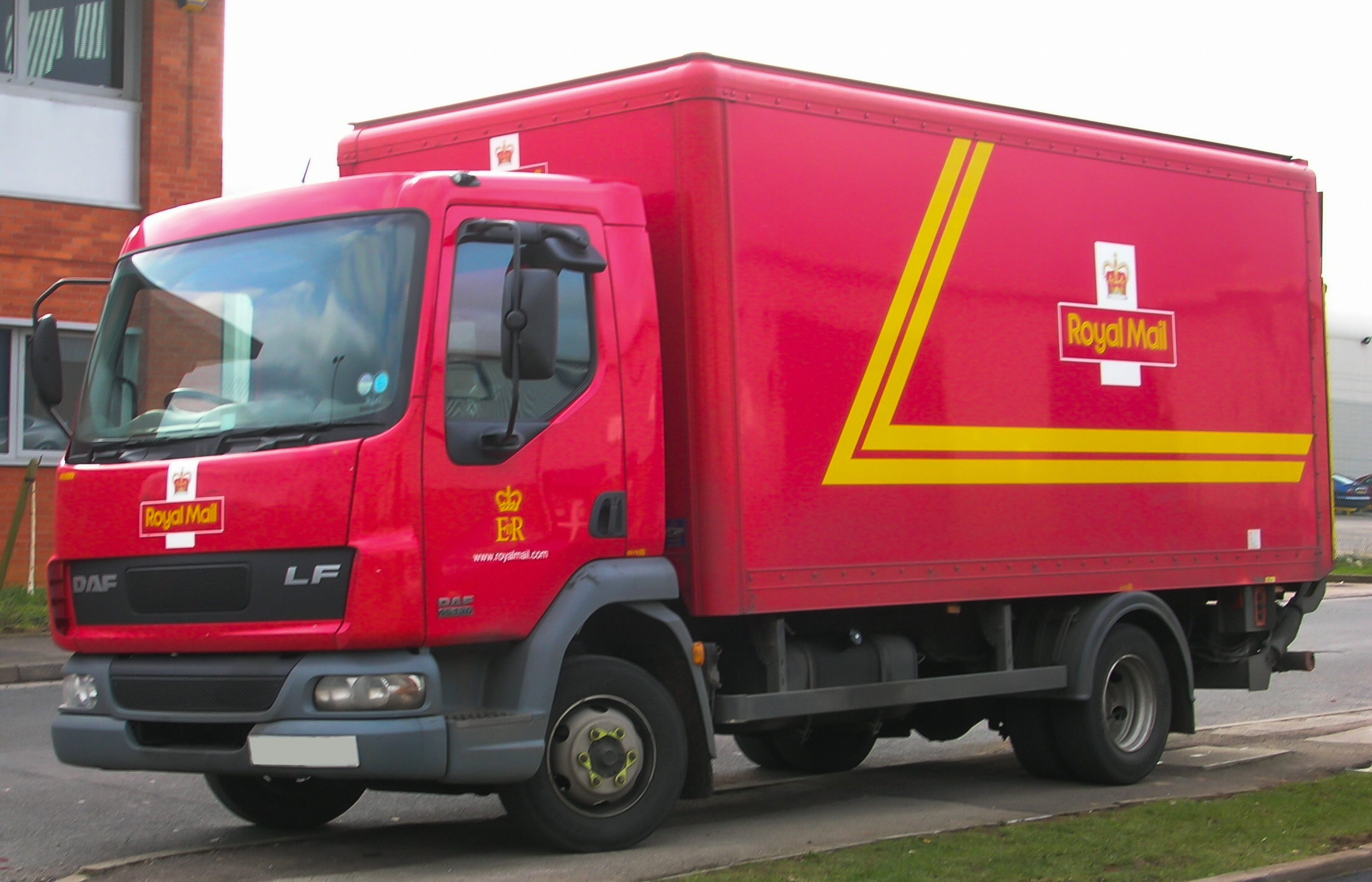
2005年モデル
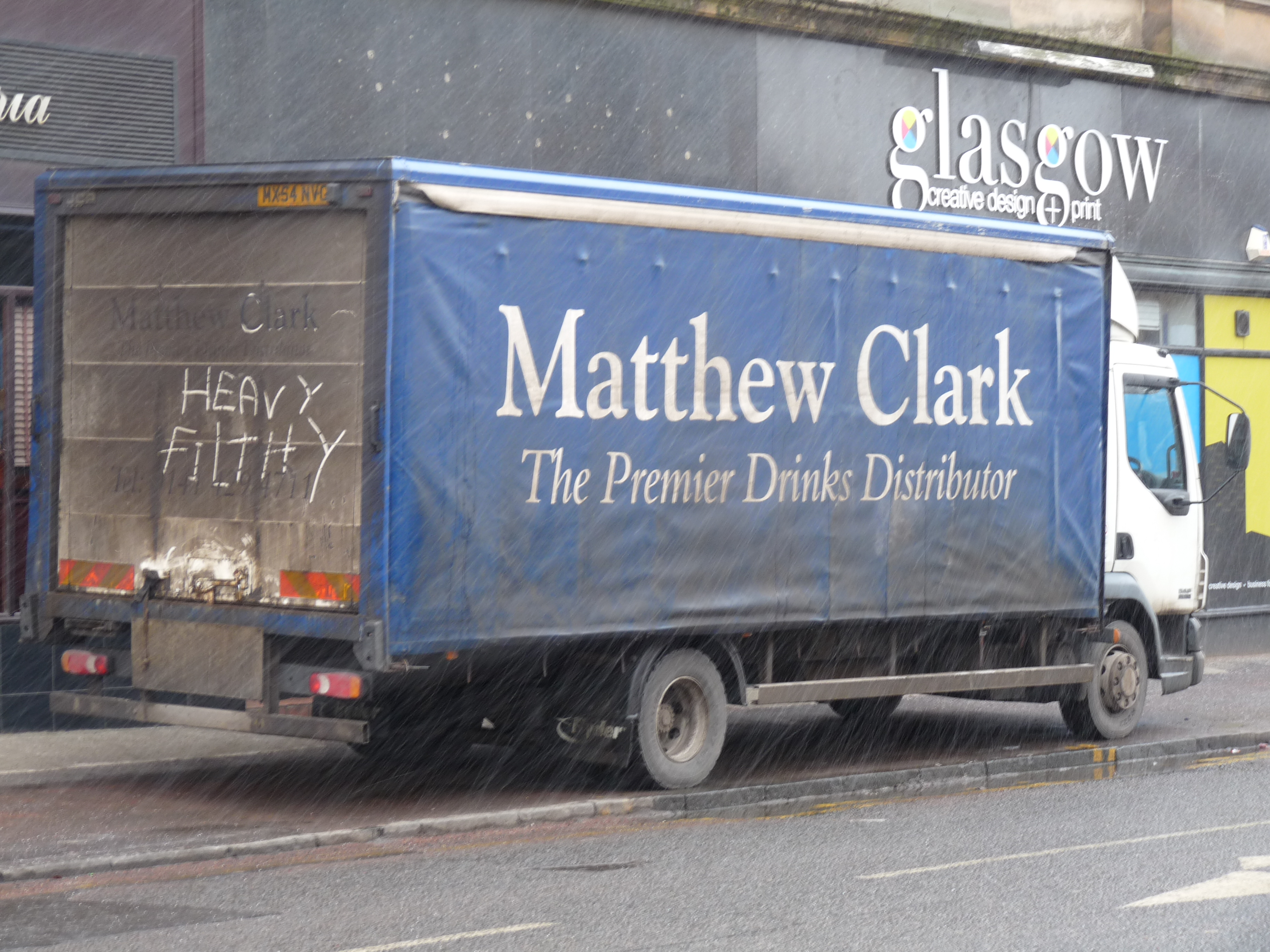
リア
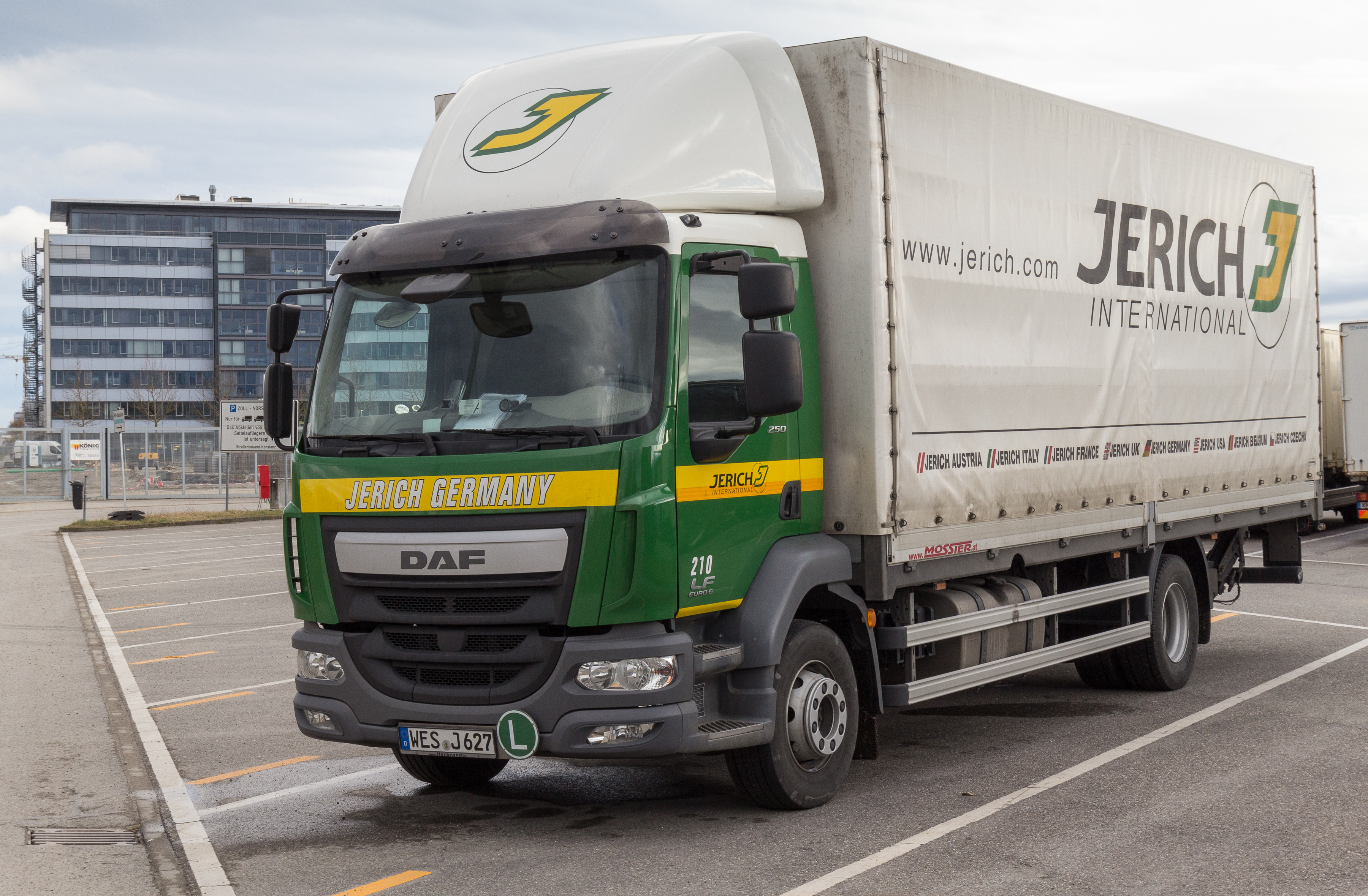
LF 250（2013年）

## 車名の由来
Light Forteの略である。